# Istituto nazionale per l'analisi delle politiche pubbliche
L'Istituto nazionale per l’analisi delle politiche pubbliche (INAPP) è un ente pubblico di ricerca che si occupa di analisi, monitoraggio e valutazione delle politiche del lavoro, delle politiche dell’istruzione e della formazione, delle politiche sociali e, in generale, di tutte le politiche economiche che hanno effetti sul mercato del lavoro. Nato il 1º dicembre 2016 a seguito della trasformazione dell’Istituto per lo sviluppo della formazione professionale dei lavoratori (ISFOL) e vigilato dal Ministero del lavoro e delle politiche sociali, l’ente ha un ruolo strategico nel nuovo sistema di governance delle politiche sociali e del lavoro del Paese, stabilito dal Decreto Legislativo 14 settembre 2015, n. 150.
L’INAPP fa parte del Sistema statistico nazionale (SISTAN) e collabora con le istituzioni europee. Da gennaio 2018 è organismo intermedio del PON Sistemi di politiche attive per l’occupazione (SPAO) e svolge attività di assistenza metodologica e scientifica per le azioni di sistema del Fondo sociale europeo; è agenzia nazionale del programma comunitario Erasmus+ per l’ambito istruzione e formazione professionale; è l’ente nazionale all’interno del consorzio europeo ERIC-ESS che conduce l’indagine European Social Survey.

## Storia
L’INAPP nasce il 1º dicembre 2016 a seguito della trasformazione dell’ISFOL (Istituto per lo sviluppo della formazione professionale dei lavoratori), istituito a sua volta nel 1973.
Nell’ambito del riordino del sistema delle politiche del lavoro, il Decreto Legislativo 14 settembre 2015, n. 150 (nella sfera del Jobs Act) ha infatti assegnato all’allora ISFOL una nuova missione, più ampia di quella precedente, essenzialmente riassumibile nei compiti di analisi, monitoraggio e valutazione delle politiche pubbliche che hanno un impatto sul mercato del lavoro. A seguito dell’assegnazione di tale nuovo compito, è stata avviata una riorganizzazione dell’Istituto e la conseguente revisione statutaria dell’Istituto.

## Biblioteca
La Biblioteca INAPP "Vincenzo Saba" raccoglie e valorizza la produzione documentale posseduta e realizzata dall'Istituto, supporta le attività di studio e ricerca sia nell'ambito dei temi di rilevanza istituzionale sia di quelli cofinanziati adottando logiche di open access e di networking con comunità scientifiche e istituzioni nazionali e internazionali.